# Montejo de la Sierra
Montejo de la Sierra é um município da Espanha na província e comunidade autónoma de Madrid, de área 32,18 km² com população de 319 habitantes (2004) e densidade populacional de 9,91 hab/km².

## Demografia
| Variação demográfica do município entre 1991 e 2004 | Variação demográfica do município entre 1991 e 2004 | Variação demográfica do município entre 1991 e 2004 | Variação demográfica do município entre 1991 e 2004 |
| --------------------------------------------------- | --------------------------------------------------- | --------------------------------------------------- | --------------------------------------------------- |
| 1991                                                | 1996                                                | 2001                                                | 2004                                                |
| 255                                                 | 279                                                 | 305                                                 | 319                                                 |